# Eleocharis lankana
Eleocharis lankana är en halvgräsart som beskrevs av Tetsuo Michael Koyama. Eleocharis lankana ingår i släktet småsäv, och familjen halvgräs.

## Underarter
Arten delas in i följande underarter:
- E. l. lankana
- E. l. mohamadii